# Charles de Mayenne
Charles de Mayenne, másképp Charles de Guise vagy Charles de Lorraine (Alençon, 1554. március 26. – Soissons, 1611. október 3.) Mayenne első hercege (felesége révén pedig Villars márkija, Tende és Sommerive grófja), Franciaország admirálisa, a katolikus Szent Liga vezetője volt. IV. Henrik ellenében trónkövetelőként is fellépett.

## Származása, ifjúsága
A lotaringiai származású Guise-ház sarja volt: atyja, François kiváló hadvezér, II. Henrik és II. Ferenc udvarának befolyásos személyisége, édesanyja pedig az előkelő itáliai származású Anne d’Este hercegnő volt.
Először 1569-ben fogott fegyvert, Poitiers-t védelmezte II. Gaspard de Coligny hadaitól, majd jelen volt a moncontouri győzelemnél. Ezután Velencébe ment, ahol flottát szerelt fel, és Don Juan de Austria hajóhadához csatlakozott az Oszmán Birodalom elleni háborúban, így részt vett a lepantói tengeri ütközetben is. Csak 1572-ben, Szent Bertalan éjszakája után tért vissza, így fivérével, Henrival ellentétben nem vett részt a hugenották lemészárlásában.
1573-ban csatlakozott Anjou hercegéhez La Rochelle ostrománál. Az itt elesett nagybátyjától, II. Claude aumale-i hercegtől örökölte Mayenne márkijának méltóságát, amit még abban az évben hercegi rangra emeltek a javára. 1574-ben elkísérte a későbbi III. (Valois) Henriket Lengyelországba, ahol őt korábban IV. Henrik néven királlyá választották.

## A katolikus párt élén
Hazatérve fivérei, I. Henri de Guise és Louis bíboros mellett aktív részt vállalt a katolikus párt és az 1576-ban létrehozott Katolikus Liga vezetésében a francia vallásháborúk során. 1577-ben a poitou-i Brouage-t foglalta vissza, 1580-ban pedig a protestánsoktól ostromlott dauphinéi La Mure-t mentette fel. 1578-ban apósa lemondott admirálisi rangjáról a javára, amit 1582-ig viselt. Az admiralitásról végül Anne de Joyeuse főkegyenc javára kellett lemondania.
1588-ban, Henri meggyilkolásakor Lyonban tartózkodott, és csak a spanyol nagykövet figyelmeztetésére tudott biztonságos helyre menekülni a letartóztatás elől. Burgundiába ment, melynek kormányzója volt, és sikeresen fellázította az elhunyt bátyja által igazgatott Champagne-nyal egyetemben, majd bevonult Párizsba (ld. a barikádok napja). Bár a katolikus területek zömében támogatták, nem bizonyult túl sikeresnek: 1589 elején François de Coligny vereséget mért rá Chartres-nál, és hiábavalónak bizonyult azon törekvése is, hogy III. Henrik halála után a hugenotta IV. (Navarrai) Henrik ellenében annak nagybátyját, a mindvégig fogságban levő Charles de Bourbon bíborost kiáltotta ki a párizsi parlament támogatásával X. Károly néven ellenkirálynak.

## Vereségek

Mayenne hercegi címere, mely a Guise-ház és a ferrara-estei család címerét egyesíti

1589. szeptember 15–29. között megostromolta ellenfelét Arques-ban, és bár túlerejével súlyos veszteségeket okozott a királyi csapatoknak, az I. Erzsébet angol királynő által küldött felmentő sereg végül megfutamította. IV. Henrik gyorsan elébe vágott, és a bekerítette a katolikusok fellegvárát, Párizst, amit így az éhínség fenyegetett. Mayenne a környező királyi helyőrségeket kívánta felszámolni, a király pedig a normandiai utat biztosító, Liga kezén lévő Évreux-t kezdte megostromolni. A lázadó herceg ekkor ellene vonult, mire Henrik felhagyott az ostrommal. 1590. március 14-én az ivryi csata ismét a királyiak győzelmével ért véget, Mayenne párizsi hadai megsemmisültek, a herceg maga pedig elmenekült. Németalföldre ment, ahol a spanyol kormányzóval, Alessandro Farnesével, Párma hercegével (1545–1592) kezdett tárgyalásokba. Ez utóbbi végül elég katonával látta el Párizs felmentésére. A vereség mindazonáltal jelentősen meggyengítette a ligát, amely egy nemesi és egy fanatikus városi frakcióra szakadt szét – ez utóbbi vezetőit 1591-ben maga Mayenne akasztatta fel, miután hasonló módon végeztek Barnabé Brisson mérsékelt parlamenti elnökkel és híveivel. A magát mérsékelt oldalon elkötelező Mayenne 1592-ben kezdett tárgyalni IV. Henrikkel, követelve annak katolizálását, illetve saját maga számára az örökletes burgundi hercegséget. A király elutasította tervét.
A mind gyengébb lábakon álló Liga nevében hiába hívták össze a rendi gyűlést 1593-ban, Mayenne-t nem sikerült királlyá választani – igaz, a herceg keresztülvitte, hogy a parlament megtiltsa idegen herceg vagy hercegnő megkoronázását, ami az unokaöccse, II. Henri de Guise és az egyik spanyol infánsnő – maguk is Valois-utódok – összeházasításának tervét dédelgető szélsőségesek számításait húzta keresztül. Ez utóbbiak viszont a mayenne-i herceg lelkesedésének hiányát vetették a szemére.
Időközben az egyre jelentéktelenebb ligát támogató II. Fülöp spanyol királlyal nyílt háború tört ki. Mayenne hercege utoljára 1595-ben vett részt a Henrik elleni harcokban: június 5-én a kis csapata által támogatott spanyol hadsereg a Fontaine-Française-i ütközetben megfutamodott a franciák hadicsele láttán. A liga ezzel gyakorlatilag megszűnt, Mayenne hercege pedig jobbnak látta behódolni. Az ünnepélyes ceremóniára 1595 novemberében került sor. A lázadó herceg az általa felhalmozott több milliós adósság átvállalása és három erőd – Soissons, Chalon-sur-Saône, Seurre – fejében behódolt és lemondott Burgundia kormányzóságáról.
Eztán komolyabb szerephez már nem jutott. Hajdani ellenfelét, IV. Henriket mintegy másfél évvel élte túl. Halála után címeit fia, Henri, Aiguillon hercege örökölte.

## Házassága, utódai
1576. augusztus 6-án vette feleségül Henriette de Savoie-Villars-t, a szintén szélsőséges katolikus II. Honorat de Savoie villars-i márki, sommerive-i és tende-i gróf lányát. Feleségétől, aki vele egy évben hunyt el, négy gyermeke született:
- Henri (1578–1621), Mayenne és Aiguillon hercege;
- Charles Emmanuel (1581–1609), Sommerive grófja;
- Catherine (1585–1618), 1599-től I. (Gonzaga) Károly mantovai herceg felesége;
- Renée (†1638), 1613-tól II. Mario Sforza ognanói és segni herceg, Santa Fiora grófja felesége.